# Krivelj
Krivelj (cyr. Кривељ) – wieś w Serbii, w okręgu borskim, w mieście Bor. W 2011 roku liczyła 1052 mieszkańców.